# Viola Liuzzo
Viola Fauver Gregg coniugata Liuzzo (California, 11 aprile 1925 – Selma, 25 marzo 1965) è stata un'attivista statunitense per i diritti civili delle persone nere.
Fu uccisa a 39 anni da alcuni membri del Ku Klux Klan dopo una marcia non violenta in Alabama.
Benché sia nota l'identità dei suoi assassini grazie alla confessione di uno degli esecutori, il caso della sua morte rimane formalmente insoluto perché una giuria razzialmente omogenea dello stato dell'Alabama assolse i responsabili dell'omicidio.

## Biografia
Simpatizzante e sostenitrice del movimento non violento per l'uguaglianza dei diritti civili guidato da Martin Luther King, partecipò alla famosa marcia da Selma a Montgomery. Venne assassinata durante il ritorno a Selma da alcuni membri del Ku Klux Klan. Collie Wilkins, William Eaton e Eugene Thomas, processati da due giurie di bianchi, verranno assolti grazie a una campagna mediatica, che dipingerà Viola come una tossicodipendente che andava a letto con uomini neri e il marito, agente d'affari, come un membro del crimine organizzato.

## Eredità
- Viola Liuzzo apparve nella terza parte di una serie di video su alcuni protagonisti dei diritti civili, Free at Last: Civil Rights Heroes.
- Il suo omicidio venne raccontato nell'episodio 2 della miniserie King.
- La sua storia fu oggetto del documentario La casa dei coraggiosi nel 2004.
- Il suo personaggio venne interpretato da Tara Ochs nel film Selma - La strada per la libertà del 2014.
- Le è stato intitolato un parco, il Viola Liuzzo Park, a Detroit[1].
- Il suo nome è stato inserito nel Civil Rights Memorial, un monumento a Montgomery, in Alabama, creato da Maya Lin[2].
- Nel 2008 la storia di Liuzzo venne raccontata nella canzone Color Blind Angel del cantante blues Robin Rogers, che fa parte dell'album Treat Me Right[3].
- Il 20 settembre 2014 fu presentato in anteprima al Prop Theater di Chicago, Illinois, lo spettacolo teatrale Outside Agitators, scritto da Laura Nessler e basato sulla storia di Liuzzo[4].
- Nel 2015 la Wayne State University le conferì il primo dottorato onorario postumo[5].
- Nel 2019 venne inaugurata a Detroit una statua in onore alla memoria di Viola Liuzzo.